# سلمى مصفي
سلمى مصفى (1967 -) هي مغنية لبنانية، اشتهرت بأداء العديد من أعمال الموسيقي اللبناني زياد رحباني، صدر لها البومين؛ «مونودوز»، و«نوفا».

## مسيرتها
خاضت سلمى تجربةً متعددةً الأوجه مع الفنان زياد الرحباني. من  ظهورها في عدد من مسرحياته واعماله الموسيقية ممثلة ومؤدية لمقاطع غنائية منفردة او وسط الكورال، مثل برامجه على إذاعة «صوت الشعب» في النصف الثاني من الثمانينيات، إلى المشاركة في عمله المسرحي الأخير «بخصوص الكرامة والشعب العنيد» و«لولا فسحة الأمل» (1993/1994) وفي «بما إنو» جوزيف صقر (1995)... وصولاً إلى «مونودوز» (2001) الألبوم الكامل الذي خصّ به الرحباني الفنانة اللبنانية. وقد أضفت هذه الأخيرة صوتاً ذا نبرة خاصة وشخصيّة متميّزة مناسبة للنصوص التي أدتها.